# الملعب الإفريقي بمنزل بورقيبة
الملعب الإفريقي بمنزل بورڨيبة، هو نادي رياضي تونسي مقره مدينة منزل بورقيبة الواقعة في ولاية بنزرت. تأسس النادي في 27 مارس 1938 تحت اسم الملعب الأفريقي فيريفيل وتحصل على التأشيرة القانونية في 27 يوليو 1939. أخذ النادي اسمه الحالي عام 1956 بعد تغيير اسم المدينة. ينشط فريق كرة القدم للنادي في الرابطة التونسية المحترفة الثانية لكرة القدم بعد أن صعد من الدرجة الثالثة سنة 2007. سبق للفريق أن لعب مرتين في الدرجة الأولى موسمي 74-75 و77-78. أنهى الفريق الموسم 2007-2008 في المرتبة التاسعة. للنادي أيضا فروع تنشط في عدة رياضات أخرى أهمها كرة اليد والكرة الطائرة.
يلعب النادي مبارياته على أرضه على ملعب عزايز جاب الله الذي يتسع لـ 6500 متفرج وسمي على اسم لاعب ومدرب سابق للنادي.

## الألقاب
- كأس الرابطة للهواة و البروموسبور (1)
  - بطل : 2014-2015
- الرابطة التونسية المحترفة الثانية لكرة القدم
  - بطل : 1974 (مجموعة الشمال), 1977 (مجموعة الشمال)
- الدرجة الثالثة
  - بطل : 2016 (مجموعة الشمال)
- كأس تونس
  - بطل: 1942

## سنوات الدوري الأولى والفوز بالكأس
اللقب الوحيد للنادي يأتي من الأربعينيات في السابق، وصل النادي السابق ستاد فيريفيلوا إلى نهائي الكأس الوطنية في عامي 1932 و1934. في أول ظهور نهائي لهم خسروا أمام راسينغ النادي التونسي وبعد ذلك بعامين أمام الاتحاد الرياضي التونسي. وفي نهائي 1942، فاز الملعب الإفريقي منزل بورقيبة على الاتحاد الرياضي الباجي بنتيجة 4-1. أفضل نتيجة في التاريخ الحديث كانت الوصول إلى ربع نهائي موسم 2022/23، حيث خسر أمام النادي الإفريقي 0-1.
قبل استقلال البلاد وفي موسمي 1974/75 و1977/78، لعب النادي في بطولة تونس، الدوري الأول في البلاد. في موسم دوري الدرجة الأولى الأول، انتهى بهم الأمر في المركز الثالث إلى الأخير وكان عليهم أن يلعبوا مباراة هبوط ضد الفريق الثاني إلى الأخير من أجل تحديد خصم مباراة الهبوط للفريق الصاعد الثاني. وخسر فريق منزل بورقيبة مباراة الذهاب أمام المكارم المهدية 1-0. وانتهت مباراة الإياب بالتعادل السلبي. بعد بطولة دوري الدرجة الثانية الأخرى، شارك SAMB في الدرجة الأولى مرة أخرى، لكنه هبط بهدوء إلى الدرجة الأخيرة.

## الإدارة

### الرؤساء
- 1939-1944: عثمان كيلاني
- 1955-1956: بشير مولدي
- 1956-1957: عنان ميهوب
- 1958-1960: بشير داود
- 1960-1963: أحمد بن حميدة
- 1963 - 1965: الطيب تقية
- 1967 - 1968: شلغومي ناصور
- 1968-1971: الطيب بن علي ناصفي
- 1973-1976: نور الدين تاريس
- 1976-1978: بشير ذاكر
- 1978-1981: حسن علوي
- 1981: محمد عربى [6]
- 1982: بشير عباسي
- 1982-1983: بشير زككر
- 1983-1988: الحاج محمد الدريدي
- 1988-1989: محسن تاجا ثم محمود شلغومي
- 1989-1991: محمود شلغومي
- 1991-1994: محسن الدريدي
- 1994-1995: الحاج محمد الدريدي
- 1995-1996: منير سولا
- 1996-1997: محسن الدريدي
- 1997-1998: منصف ميهوب
- 1998-2000: كامل الذوادي
- 2000 - 2008: نجيب قافسي
- 2008-2010: عز الدين ميهوب
- 2010-2012: توفيق الوالي
- 2012-2013: كمال الزواغي
- 2013-2015: مكرم بلحاج خليفة مطماطي
- 2015-201 ..: توفيق الوالي

### المدربون
- 1956-1957: ر. كولو [من؟]
- 1957-1959: مارسيل لالو
- 1959-1960: جلول بن الشيخ وعزيز جاب الله
- 1960-1961: غوتان تشيارينزا
- 1961-1962: صلاح بشاري
- 1962-1964: ر. كوليو [من؟]
- 1964-1965: أندرادا [من؟]
- 1966-1967: ر. كوليو [من؟]
- 1968-1969: حسن بجاوي
- 1969-1971: أحمد بن الفيلول
- 1971-1972: حسن بجاوي وعزيز جاب الله
- 1973-1976: العربي زواوي
- 1976-1977: حسن بجاوي
- 1977-1979: شتيفان الازدوف
- 1979-1981: أوزرن نيدوكلان
- 1981-1982: حسن بجاوي
- 1982-1983: لطفي بن نصر ثم سمعان افريموف
- 1983-1984: أحمد بن عليول ثم مهدي عربى
- 1984-1985: العربي زواوي
- 1985-1986: حسن بجاوي
- 1986-1987: حسن البجاوي ، جيلاني بن عامر ، الظهبي إدريسي
- 1987-1988: محمود عورتاني ثم مهدي عربى
- 1988-1989: ميخائيل سوكدروف ، أحمد بن الفيلول وطاهر الصغير
- 1989-1990: العربي زواوي
- 1990-1991: عبد المجيد جوبانتيني
- 1991-1993: عبد المجيد جوبانتيني ثم علي راشد
- 1993-1994: نجم الدين أوومايا ، لطفي بن نصر ، ثم جمال الدين بوعباسة
- 1994-1995: جمال الدين بوعباسة
- عمار سوايح
- 1995-1996: العربي زواوي ثم عمار سوايح
- 1996-1997: عمار صويح
- جميل الدين بوعباسة
- 1997-1998: بلحسن مرياح ثم علي الكعبي
- 1998-1999: علي راشد ، عمار سوايح وحسن البجاوي
- 1999-2000: يوسف سيرياتي ثم علي الكعبي
- 2000-2001: حميد رمضانة ثم وحيد بن عبد الرزاق
- 2001-2002: حسن مالوش
- 2002-2003: رفيق البجاوي ، سمير شمام
- رجب السايح
- 2003-2004: لطفي بن نصر ثم حسن الوسلاتي
- 2004-2005: حسن الوسلاتي ورضا حمامي
- 2005-2006: مبروك فهمي ، حسن الوسلاتي ، نادر داود
- 2006-2009: نادر داوود ، لطفي بن نصر ، سامي قافسي ثم شكري بجاوي
- 2011-2012: شكري البجاوي ، عبد المجيد جيماي ، علي سرايب ثم محرز ميلادي
- 2012-2013: ماهر قيزاني
- 2013-2014: عبد المجيد Jemaï ثم محمد علي Jemaï
- 2014-2015: شاكر مفتاح
- 2015-2016: شكري البجاوي ثم شاكر مفتاح
- 2016-2017: شكري البجاوي
- 2017-201 ..: سامي القفصي

## أبرز اللاعبين القدامى
- عزيز جاء بالله
- رياض البوعزيزي
- منير الماجري
- منذر الميموني
- منصور اللواتي
- مولدي النفاتي
- فريد الهذلي
- منعم النفاتي
- مخلوف النفاتي